# Аф Угглас, Каролин
Каролин аф Угглас (швед. Caroline Thérese af Ugglas Liljedahl, род. 7 апреля 1972, Бромма, Стокгольм) — шведская певица, артистка и дирижёр хора. Широко известна как создатель музыкального телешоу «Clash of the Choirs».

## Биография

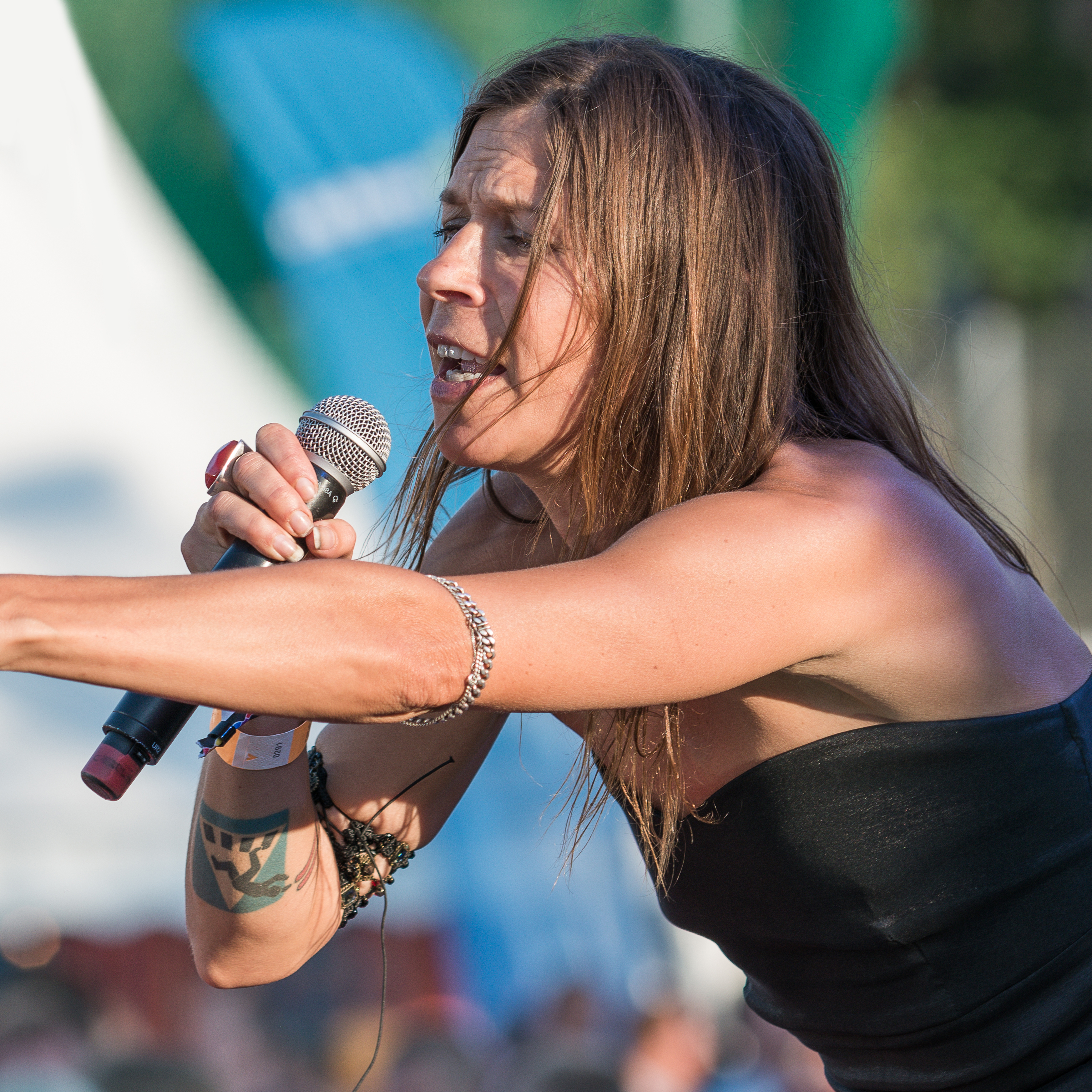
На концерте Stockholm Pride 2014

### Семья
Предки — дворянский род аф Угглас. Родители — режиссёр Карл аф Угглас и логопед, певица Ивонн аф Угглас (в девичестве Франке). Ранее состояла в отношениях с консультантом по СМИ Хенриком Кумлином. Состоит в браке с Хайнцом Лильедалем, известным музыкантом, воспитывает двоих детей. Живёт в Кунгсенгене.

### Музыкальная карьера
Детство провела в Бромме и Юрсхольме, училась в Дандерюдской гимназии (одноклассником был режиссёр Сунил Мунши) и театральной школе имени Калле Флюгаре, работала педагогом по вокалу.
Первый альбом — Ida Blue — Каролин выпустила в 1997 году, назвав в честь своего домашнего питомца, собаки. Второй альбом — Mrs. Boring — продюсировал её муж Хайнц Лильедаль. Выступала в составе супергруппы Twiggs, созданной из бывших участников шведской панк-рок-группы The Nomads. Вместе со Стефаном Сундстрёмом участвовала в записи альбома Fabler från Bällingebro как дирижёр хора из 638 человек.
Трижды Каролин участвовала в музыкальном конкурсе Melodifestivalen — шведском национальном отборе на Евровидение:
- 2007 год — песня «Tror på dig» (авторы — Каролин аф Угглас, Хайнц Лильедаль и Маттиас Торрель). Заняла 6-е место в предварительном раунде и выбыла из борьбы.
- 2009 год — песня «Snälla, snälla». Вышла через дополнительный раунд в финал, где заняла 2-е место, отстав от победительницы Малены Эрнман всего на 11 баллов.
- 2013 год — песня «Hon har inte». Вышла в дополнительный раунд, но заняла там 6-е место (общий итоговый результат — 14-е место) и выбыла из борьбы.

### На телевидении
На телевидении Каролин известна как участница музыкальных шоу «Så ska det låta» (шведская версия ирландского шоу «Lyrics Board», выступала трижды) и «Copycat Singers», игрового шоу «På spåret» и многих других проектов. 5 июля 2000 года дала интервью в программе «Sommar» Шведского радио. Помимо этого, Каролин дважды снималась в фильмах «Чёрная Люсия» (1992) и «Искатели» (1993). Ей же принадлежит идея создания музыкального шоу, в котором соревнуются хоры, и таким образом в Швеции появилась передача Körslaget, выходившая в США и Австралии под названием «Clash of the Choirs» и в России под названием «Битва хоров».

## Дискография

### Альбомы
| Год  | Название            | Топ в чартах | Статус          |
| Год  | Название            | SWE          | Статус          |
| ---- | ------------------- | ------------ | --------------- |
| 1997 | Ida Blue            | —            |                 |
| 1999 | Mrs Boring          | —            |                 |
| 2005 | Twiggs (с Twiggs)   | —            |                 |
| 2007 | Joplin på svenska   | 3            | - GLF: золотой  |
| 2009 | Så gör jag det igen | 1            | - GLF: Platinum |
| 2010 | Vad var det jag sa  | 5            |                 |
| 2013 | Jag har katten      | 5            |                 |
| 2016 | Nåväl               | 14           |                 |

### Синглы
| Год                                                | Название | Топ в чартах | Статус         | Альбом              |
| Год                                                | Название | SWE          | Статус         | Альбом              |
| -------------------------------------------------- | -------- | ------------ | -------------- | ------------------- |
| Senior & Junior                                    | 1997     | —            |                | Ida Blue            |
| Heaven & Earth                                     | 1997     | —            |                | Ida Blue            |
| Nothing Left to Say                                | 1999     | —            |                | Mrs Boring          |
| Egoistic                                           | 1999     | —            |                | Mrs Boring          |
| I Wanna Be Naked                                   | 1999     | —            |                | Mrs Boring          |
| Waltzing                                           | 2005     | —            |                | Twiggs              |
| En del av mitt hjärta (кавер на Piece of My Heart) | 2006     | —            |                | Joplin på svenska   |
| Tror på dig                                        | 2007     | 12           |                | Non-album single    |
| Snälla snälla                                      | 2009     | 2            | - GLF: золотой | Så gör jag det igen |
| Vi blundar                                         | 2009     | —            |                | Så gör jag det igen |
| Hon har inte                                       | 2013     | 59           |                | Jag har katten      |